# Shahrestān di Bashagard
Lo shahrestān di Bashagard (farsi شهرستان بشاگرد) è uno dei 13 shahrestān della provincia di Hormozgan, il capoluogo è Sardasht. Lo shahrestān è suddiviso in 3 circoscrizioni (bakhsh): 
- Centrale (بخش مرکزی)
- Gafr e Parmon (بخش گافروپارمون)
- Gowharan (بخش گوهران)